# Michelangelo - Il cuore e la pietra
Michelangelo - Il cuore e la pietra è un film per la TV del 2012 diretto da Giacomo Gatti.
Il film biografico è prodotto da Sky Italia e Associazione MetaMorfosi in collaborazione con Sky Arts UK e Sky Deutschland, presentato in esclusiva per inaugurare il nuovo canale di proprietà del gruppo Sky Italia S.r.l. Sky Arte HD il 1º novembre 2012.
In questa docufiction, con la consulenza storica e artistica di Claudio Strinati, è stato anzalizzato il Michelangelo privato, quello delle lettere e dei disegni con le sue passioni e tormenti, attraverso le tappe fondamentali del suo percorso privato e artistico. Per la prima volta, il pubblico televisivo ha potuto vedere insieme i bozzetti preparatori della Cappella Sistina e la realizzazione finita, per comprendere a pieno l'enormità del grande capolavoro michelangiolesco. Nei panni di Michelangelo giovane c'è Massimo Odierna mentre nei panni di Michelangelo anziano c'è Rutger Hauer, noto a tutti per il capolavoro di Ridley Scott, Blade Runner, mentre Giancarlo Giannini legge le lettere e le poesie di Michelangelo nel luogo simbolo della famiglia Buonarroti, la casa che ospitò i discendenti dell'artista, vissuto fino all'incredibile età di 89 anni.

## Produzione
La docufiction è stata girata in Toscana, le riprese sono durate due settimane. Precisamente le ambientazioni sono state:
- Villa Medicea di Poggio a Caiano
- Palazzo Vecchio (Firenze)
- Palagio di Parte Guelfa (Firenze)
- Chiesa di San Biagio (Montepulciano)
- Piazza del Duomo di Montepulciano
- Duomo di Montepulciano
- Pienza

I luoghi di produzione per la parte documentaristica sono stati:
- Sagrestia Nuova (Firenze)
- Cappelle medicee
- Casa Buonarroti
- Cappella Sistina